# Микола Борисович Делоне
Микола Борисович Делоне (22 травня 1926 — 11 вересня 2008) — радянський фізик. Онук Миколи Делоне (старшого), син Бориса Делоне, Батько Вадима Делоне.
Доктор фізико-математичних наук. Працював в Інституті загальної фізики АН СРСР та Фізичному інституті АН СРСР, викладав у Московському фізико-технічному інституті. Основні роботи у галузі атомної фізики, фізики лазерів, оптики. Делоне, зокрема, відомий відкриттям та дослідженням процесу багатофотонної іонізації атомів. Автор понад 150 наукових праць.
У московському ліцеї «Друга школа» з 2001 викладав фізику, а також протягом багатьох років вів відкритий семінар з лазерної фізики та нелінійної оптики.
На своїх семінарах розповідав історію розвитку квантової фізики, починаючи з часів зародження як сукупності «білих плям» класичної фізики, і закінчуючи новітніми відкриттями, включаючи багатофотонні процеси, про які йшлося з перших вуст.
Помер у 2008. Похований на Хованському цвинтарі.

## Праці
- Атом у сильному світловому полі. - М.: Вища школа, 1984. - 224 с. (Спільно з Крайновим Ст. П. )
- Взаємодія лазерного випромінювання із речовиною: Курс лекцій. - М.: Наука, 1989. - 277 с.
- Нелінійна іонізація атомів лазерним випромінюванням. - М.: Фізматліт, 2001. - 311 с. (Спільно з Крайновим Ст. П. )
- Атом у сильному полі лазерного випромінювання. - М.: Фізматліт, 2002. - 62 с. (Серія «Бібліотека фізико-математичної літератури для школярів та студентів»; спільно з Крайновим Ст. П. )
- Нелінійна оптика. - М.: Фізматліт, 2003. - 62 с. (Серія «Бібліотека фізико-математичної літератури для школярів та студентів»)
- Квантова фізика. - М.: Фізматліт, 2004. - 86 с. (Серія «Бібліотека фізико-математичної літератури для школярів та студентів»)
- Що таке світло? - М.: Фізматліт, 2006. - 54 с. (Серія «Бібліотека фізико-математичної літератури для школярів та студентів»)
- Квантова природа речовини. - М.: Фізматліт, 2008. - 208 с. (Серія «Бібліотека фізико-математичної літератури для школярів та студентів»)